# Lachovice (Toužim)
Lachovice (německy Lachowitz) jsou malá vesnice, část města Toužim v okrese Karlovy Vary v Karlovarském kraji. Nachází se asi 4,5 kilometru severovýchodně od Toužimi. Lachovice jsou také název katastrálního území o rozloze 4,01 km².

## Historie
První písemná zmínka o vesnici pochází z roku 1375.

## Obyvatelstvo
Při sčítání lidu v roce 1921 zde žilo 129 obyvatel (z toho 61 mužů), z nichž bylo sedm Čechoslováků a 122 Němců. Všichni se hlásili k římskokatolické církvi. Podle sčítání lidu z roku 1930 měla vesnice 122 obyvatel německé národnosti a římskokatolického vyznání.
| Rok            | 1869 | 1880 | 1890 | 1900 | 1910 | 1921 | 1930 | 1950 | 1961 | 1970 | 1980 | 1991 | 2001 | 2011 | 2021 |
| -------------- | ---- | ---- | ---- | ---- | ---- | ---- | ---- | ---- | ---- | ---- | ---- | ---- | ---- | ---- | ---- |
| Počet obyvatel | 122  | 140  | 134  | 116  | 121  | 129  | 122  | 59   | 24   | 5    | 3    | 5    | 1    | 0    | 0    |
| Počet domů     | 22   | 25   | 25   | 24   | 23   | 22   | 24   | 18   | 18   | 4    | 2    | 2    | 2    | 2    | 2    |

## Obecní správa
Při sčítání lidu v letech 1869–1930 Lachovice byly samostatnou obcí v okrese Žlutice. V roce 1950 byl osadou obce Kojšovice v okrese Toužim. Od roku 1964 je částí města Toužim v okrese Karlovy Vary.

## Pamětihodnosti
- Kaple